# معاملة المثليين في جمهورية الكونغو الديمقراطية
يواجه الأشخاص من المثليين والمثليات ومزدوجي التوجه الجنسي والمتحولين جنسياً (اختصاراً: LGBT) في جمهورية الكونغو الديمقراطيةتحديات قانونية واجتماعية لا يواجهها غيرهم من المغايرين جنسيا. يعتبر كل من النشاط الجنسي المثلي من الذكور والإناث قانونيًا في جمهورية الكونغو الديمقراطية، لكن المنازل التي يعيش فيها الشركاء المثليون غير مؤهلة للحصول على نفس الحماية القانونية المتاحة للأزواج المغايرين، مع وجود عدة تقارير تتحدث عن مستوى عالي من التمييز والانتهاكات ضد مجتمع المثليين.

## قانونية النشاط الجنسي المثلي
يعتبر النشاط الجنسي المثلي قانونيا في جمهورية الكونغو الديمقراطية. تعتبر السن القانونية للنشاط الجنسي متساوية، بغض النظر عن الجنس. لم يتم تجريم الأفعال الجنسية المثلية صراحة في تاريخ البلاد. قبل تأسيس الدولة في عام 1960، كانت جمهورية الكونغو الديمقراطية تحت سلطة الاستعمار البلجيكي. في بلجيكا، تم إلغاء تجريم النشاط الجنسي المثلي في عام 1794.
على الرغم من أن النشاط الجنسي المثلي قانوني، إلا أن تقرير حقوق الإنسان الصادر عن وزارة الخارجية الأمريكية لعام 2010 قد وجد أن «الأفراد الذين يشاركون في مظاهر المثلية الجنسية العلني يخضعون للملاحقة القضائية بموجب أحكام الآداب العامة في قانون العقوبات والمواد الواردة في قانون العنف الجنسي لعام 2006.»

## الاعتراف القانوني بالعلاقات المثلية
لا يوجد اعتراف قانوني بالعلاقات المثلية. يوجد حظر دستوري على زواج المثليين منذ عام 2005، وذلك أن الفقرة الأولى من المادة 40، في الدستور الكونغولي الحالي، تنص على أن «لكل فرد الحق في الزواج من الشخص الذي يختاره، من الجنس الآخر».

## الحماية من التمييز
لا يوجد قانون لمكافحة التمييز على أساس التوجه الجنسي والهوية الجندرية.

## ظروف الحياة
وجد تقرير حقوق الإنسان وزارة الخارجية الأمريكية لعام 2010 أن:
«المثلية الجنسية تبقى من المحرمات الثقافية، وبينما استمرت المضايقات من قبل قوات أمن الدولة، لم تكن هناك تقارير خلال العام حول مضايقة الشرطة للمثليين والمثليات جنسيا أو ارتكابها أو بالتغاضي عن العنف ضدهم.»

## ملخص
| قانونية النشاط الجنسي المثلي                                                                  | (كان دوما قانوني)                   |
| المساواة في السن القانوني للنشاط الجنسي                                                       | (منذ عام 2006)                      |
| قوانين مكافحة التمييز في التوظيف                                                              | No                                  |
| قوانين مكافحة التمييز في توفير السلع والخدمات                                                 | No                                  |
| قوانين مكافحة التمييز في جميع المجالات الأخرى (تتضمن التمييز غير المباشر، خطاب الكراهية)      | No                                  |
| قوانين مكافحة أشكال التمييز المعنية بالهوية الجندرية                                          | No                                  |
| زواج المثليين                                                                                 | No                                  |
| الاعتراف القانوني بالعلاقات المثلية                                                           | No                                  |
| تبني أحد الشريكين للطفل البيولوجي للشريك الآخر                                                | No                                  |
| التبني المشترك للأزواج المثليين                                                               | No                                  |
| يسمح للمثليين والمثليات ومزدوجي التوجه الجنسي والمتحولين جنسيا بالخدمة علناً في القوات المسلحة | No                                  |
| الحق بتغيير الجنس القانوني                                                                    | No                                  |
| علاج التحويل محظور على القاصرين                                                               | No                                  |
| الحصول على أطفال أنابيب للمثليات                                                              | No                                  |
| الأمومة التلقائية للطفل بعد الولادة                                                           | No                                  |
| تأجير الأرحام التجاري للأزواج المثليين من الذكور                                              | (غير قانوني للأزواج المغايرين كذلك) |
| السماح للرجال الذين مارسوا الجنس الشرجي التبرع بالدم                                          | No                                  |